# Joachim Kall
Joachim Kall (ur. 1949) – zachodnioniemiecki żużlowiec, występujący również na długim torze.

## Życiorys
Reprezentant RFN na arenie międzynarodowej. Dwukrotny finalista indywidualnych mistrzostw świata na długim torze (Gornja Radgona 1975 – XIV miejsce, Aalborg 1977 – V miejsce). Czterokrotny uczestnik ćwierćfinałów kontynentalnych indywidualnych mistrzostw świata na torach klasycznych (najlepszy wynik: Miszkolc 1978 – X miejsce).
Czterokrotny medalista drużynowych mistrzostw RFN: złoty (1973), srebrny (1977) oraz dwukrotnie brązowy (1974, 1975).